# Джон Спрейтер
Джон Роберт Спрейтер (англ. John Robert Spreiter; 23 жовтня 1921 — 6 лютого 2000) — американський фізик, відомий піонерськими та фундаментальними роботами з аеронавтики та білязвукової аеродинаміки середини 1940-х — 1970-х років, а також теоретичними роботами про взаємодію сонячного вітру з магнітосферами й іоносферами планет (1960 — 1990-ті роки).

## Біографія
Спрейтер народився у 1921 році у маленькому містечку Стейплс, Міннесота, і його дитинство, про яке він любив розповідати, випало на Велику депресію. У ранньому віці захопився авіацією і проводив багато часу за конструюванням моделей аеропланів. Джон випустився зі школи найкращим учнем класу і в 1939 році вступив до Університету Міннесоти, який закінчив у 1943 році з дипломом авіаінженера.
Після закінчення університету Спрейтер влаштувався на роботу у новий Дослідницький центр Еймса Національного консультативного комітету з повітроплавання. Там Джон займався механікою літаків, особливо аеродинамікою швидкого польоту, і вивчав напруження у структурі планерів літаків, викликані виходом із високошвидкісного пікірування. Під час війни Спрейтер служив у військово-морському відділенні центру (англ. Ames Naval Detachment).
Потім Спрейтер продовжив освіту у Стенфордському університеті й отримав диплом магістра технічних наук у 1947 році, а після і доктора філософії з прикладної механіки у 1954-му за дослідження у галузі білязвукової аеродинаміки потоків біля поверхонь і крил. У 1947 році, відразу після захисту магістерської дисертації, Спрейтер перейшов у теоретичний відділ Центру Еймса (де пропрацював потім 15 років) і розробив початки теорії білязвукового обтікання крил, узагальнивши результати Макса Мунка та Роберта Джонса, й отримавши вирази, які застосовуються у ділянках до -, біля- та надзвукового обтікання крил малого подовження, а потім узагальнивши теорію на хрестоподібні крила, які використовуються у ракетах. У співавторстві з Максом Гіслетом та Гарвардом Ломаксом (англ. Max Heaslet, Harvard Lomax) Джон також випустив важливу роботу з лінійної теорії білязвукового обтікання крила. Група, в якій він працював, зробила ключовий внесок у питання технічної безпеки перехідного білязвукового польоту.
У 1951—1992 роках Спрейтер працював у Стенфорді, спочатку на факультеті аеронавтики й астронавтики, а потім, з 1968 року, — повним професором прикладної механіки, аеронавтики й астронавтики на факультеті машинобудування (вів курси з геофізичної гідродинаміки, фізики атмосфери та космічного простору), після виходу на пенсію — почесний професор прикладної механіки Стенфордського університету.
У 1962 році Спрейтер вирішив докласти свої знання аеродинаміки до питань фізики космічного простору й обійняв посаду голови теоретичного відділу космічної фізики НАСА. Як зазначала Джоан Фейнман, яка працювала з ним над питаннями теорії магнітосфери у 1960-х роках: «На початку 1960-х ми не були впевнені, що сонячний вітер — це суцільне середовище, а словосполучення „ударна хвиля без зіткнень“ було оксюмороном». (англ. At the start of the 1960's we were not sure the solar wind was continuous and 'collisionless shock' was an oxymoron). Спрейтер був серед тих дослідників, які революціонізували фізику магнітосфери.
Його теоретичні роботи з магнітогідродинаміки взаємодії сонячного вітру з магнітосферами планет отримали надалі блискуче підтвердження даних із супутників. Внесок Спрейтера у фізику магнітопаузи, фронту головної ударної хвилі та перехідного магнітного шару магнітосфери Землі фундаментальний, також він поширив теорію магнітосфери на інші планети Сонячної системи. У 1990-х роках моделі Спрейтера та його колишнього учня Стіва Стахари (англ. Steve Stahara) стали важливою частиною передбачень космічної погоди, зокрема геомагнітних бур.
У 1969 році у зв'язку з отриманням посади повного професора у Стенфорді Спрейтер пішов у відставку з НАСА. Джон вийшов на пенсію у 1992 році, але був залучений Стенфордським університетом до викладання ще на рік. У цей час Спрейтер і професор Стюарт Гіллмор (англ. Stewart Gillmor) виступили редакторами книги «Відкриття магнітосфери» (англ. The Discovery of the Magnetosphere), що об'єднала спогади багатьох вчених, які працювали над фізикою космічного простору. У 1994 році Спрейтер став членом Американського геофізичного союзу, крім цього, він був членом Лондонського королівського астрономічного товариства й Американського інституту аеронавтики й астронавтики.
Помер на Мауї у 2000 році після дворічної боротьби з раком. У вересні 2000 року на його честь у Туреччині було проведено міжнародну конференцію.

### Особисте життя
Колеги зазначали широкі знання Спрейтера, спокій та доброзичливість у будь-яких наукових дебатах. Джон любив теніс, плавання, лижі, подорожі та фотографію.
Одружився у 1953 році, дружина — Бренда Овенс Спрейтер (англ. Brenda Owens Spreiter) — пережила Джона. У них було чотири дочки: Террі, Джанет, Крістін і Гіларі (англ. Terry Spreiter; Janet Spreiter; Christine Spreiter; Hilary Spreiter).